# 花澤香菜の作品
花澤香菜の作品（はなざわかなのさくひん）は、声優・歌手の花澤香菜がこれまで発売した個人名義、キャラクター名義の作品についてまとめた項。

## シングル
|                  | 発売日         | タイトル                            | 規格品番       | 規格品番       | 規格品番                                                    | オリコン 最高位 |
| 初回限定盤       | 発売日         | タイトル                            | 通常盤         | その他         |                                                             | オリコン 最高位 |
| アニプレックス   | アニプレックス | アニプレックス                      | アニプレックス | アニプレックス | アニプレックス                                              | アニプレックス  |
| ---------------- | -------------- | ----------------------------------- | -------------- | -------------- | ----------------------------------------------------------- | --------------- |
| 1st              | 2012年4月25日  | 星空☆ディスティネーション           | SVWC-7840/1    | SVWC-7842      |                                                             | 7位             |
| 2nd              | 2012年7月18日  | 初恋ノオト                          | SVWC-7863/4    | SVWC-7865      | 4位                                                         |                 |
| 3rd              | 2012年10月24日 | happy endings                       | SVWC-7899/900  | SVWC-7901      | 7位                                                         |                 |
| 4th              | 2013年1月16日  | Silent Snow                         | SVWC-7926/7    | SVWC-7928      | 8位                                                         |                 |
| 5th              | 2013年12月25日 | 恋する惑星                          | SVWC-7974/5    | SVWC-7976      | 11位                                                        |                 |
| 6th              | 2014年10月1日  | ほほ笑みモード                      | SVWC-70021/2   | SVWC-70023     | 12位                                                        |                 |
| 7th              | 2014年12月24日 | こきゅうとす                        | SVWC-70041/2   | SVWC-70043     | 13位                                                        |                 |
| 8th              | 2015年2月25日  | 君がいなくちゃだめなんだ            | SVWC-70053/4   | SVWC-70055     | 13位                                                        |                 |
| 9th              | 2016年2月24日  | 透明な女の子                        | SVWC-70138/9   | SVWC-70140     | 20位                                                        |                 |
| 10th             | 2016年6月1日   | あたらしいうた                      | SVWC-70170/1   | SVWC-70172     | 14位                                                        |                 |
| 11th             | 2016年11月30日 | ざらざら                            | SVWC-70225/6   | SVWC-70227     | 20位                                                        |                 |
| SACRA MUSIC      |                |                                     |                |                |                                                             |                 |
| 12th             | 2018年2月7日   | 春に愛されるひとに わたしはなりたい | VVCL-1164/5    | VVCL-1166      |                                                             | 15位            |
| 13th             | 2018年7月25日  | 大丈夫                              | VVCL-1267/8    | VVCL-1269      | VVCL-1270/1（期間生産限定盤）                               | 27位            |
| ポニーキャニオン |                |                                     |                |                |                                                             |                 |
| 14th             | 2021年9月29日  | Moonlight Magic                     | PCCG-02058     | PCCG-02059     | SCCG-00082（きゃにめ盤） BRCG-00079（インターナショナル盤） | 18位            |
| 15th             | 2022年7月20日  | 駆け引きはポーカーフェイス          | PCCG-02162     | PCCG-02163     |                                                             | 13位            |
| 16th             | 2023年2月1日   | ドラマチックじゃなくても            | PCCG-02209     | PCCG-02210     |                                                             | 14位            |
| 17th             | 2023年11月1日  | インタリオ                          | PCCG-02297     | PCCG-02298     |                                                             | 25位            |
| 18th             | 2025年5月14日  | やれんの？エンドレス                | PCCG-02437     | PCCG-02438     | SCCG-00170（きゃにめ限定盤）                                | 15位            |

### 配信シングル
| 発売日         | タイトル                       | 音質        |
| -------------- | ------------------------------ | ----------- |
| 2015年10月21日 | 辿りつく場所                   | 96kHz/24bit |
| 2021年2月3日   | magical mode (Chinese Version) |             |
| 2021年3月31日  | magical mode                   |             |
| 2021年11月3日  | SHINOBI-NAI                    |             |
| 2022年7月20日  | 命运之门                       |             |
| 2022年9月28日  | 时之奇旅                       |             |
| 2023年4月5日   | Circle                         |             |
| 2023年7月17日  | 灰色                           |             |

## アルバム

### フルアルバム
|                  | 発売日         | タイトル       | 規格品番       | 規格品番       | 規格品番       | オリコン 最高位 |
| 初回限定盤       | 発売日         | タイトル       | 通常盤         | きゃにめ盤     |                | オリコン 最高位 |
| アニプレックス   | アニプレックス | アニプレックス | アニプレックス | アニプレックス | アニプレックス | アニプレックス  |
| ---------------- | -------------- | -------------- | -------------- | -------------- | -------------- | --------------- |
| 1st              | 2013年2月20日  | claire         |                | SVWC-7929      |                | 6位             |
| 2nd              | 2014年2月26日  | 25             | SVWC-7988/90   | SVWC-7991/92   | 8位            |                 |
| 3rd              | 2015年4月22日  | Blue Avenue    | SVWC-70064/5   | SVWC-70066     | 12位           |                 |
| 4th              | 2017年2月22日  | Opportunity    | SVWC-70251/2   | SVWC-70253     | 15位           |                 |
| SACRA MUSIC      |                |                |                |                |                |                 |
| 5th              | 2019年2月20日  | ココベース     | VVCL-1401/2    | VVCL-1403      |                | 18位            |
| ポニーキャニオン |                |                |                |                |                |                 |
| 6th              | 2022年2月23日  | blossom        | PCCG-02121     | PCCG-02122     | SCCG-00097     | 19位            |
| 7th              | 2024年4月10日  | 追憶と指先     | PCCG-02348     | PCCG-02349     | SCCG-00159     | 19位            |

### リミックスアルバム
| 発売日         | タイトル                                                   | 規格品番       | オリコン 最高位 |
| アニプレックス | アニプレックス                                             | アニプレックス | アニプレックス  |
| -------------- | ---------------------------------------------------------- | -------------- | --------------- |
| 2016年8月31日  | KANAight 〜花澤香菜キャラソン ハイパークロニクルミックス〜 | SVWC-70189/90  | 12位            |

## プリインストール
| 発売日        | タイトル     | 商品名                                        | 音質         | 備考         |
| ------------- | ------------ | --------------------------------------------- | ------------ | ------------ |
| 2015年7月31日 | 辿りつく場所 | Astell&Kern AK100II KANA HANAZAWAエディション | 192Khz/24bit | ハイレゾ音源 |

## 映像作品
|                  | 発売日         | タイトル                                                | 規格品番       | 規格品番       |
| 初回盤           | 発売日         | タイトル                                                | 通常盤         |                |
| アニプレックス   | アニプレックス | アニプレックス                                          | アニプレックス | アニプレックス |
| ---------------- | -------------- | ------------------------------------------------------- | -------------- | -------------- |
| 1st              | 2013年7月31日  | Film Documentaire de claire                             |                | ANSX-3999/4000 |
| 2nd              | 2014年8月27日  | CHALEUR -Film Documentaire de “25”-                     | ANSX-10002     |                |
| 3rd              | 2015年11月4日  | Live Avenue Kana Hanazawa in Budokan                    | ANSX-10023     |                |
| SACRA MUSIC      |                |                                                         |                |                |
| 4th              | 2017年9月27日  | 花澤香菜 KANA HANAZAWA live 2017 “Opportunity”          | VVXL-13/4      | VVXL-15        |
| 5th              | 2019年9月25日  | KANA HANAZAWA Concert Tour 2019 -ココベース- Tour Final | VVXL-37        | VVXL-38        |
| ポニーキャニオン |                |                                                         |                |                |
| 6th              | 2022年11月2日  | HANAZAWA KANA Live 2022 "blossom"                       |                | PCXP-50906     |
| 7th              | 2023年3月22日  | HANAZAWA KANA Live 2022 "Pokerface"                     |                | PCXP-50944     |
| 8th              | 2023年9月27日  | HANAZAWA KANA Live 2023 "Not As Dramatic As..."         |                | PCXP-51000     |
| 9th              | 2024年6月26日  | HANAZAWA KANA Live 2024“Intaglio”                       |                | PCXP-51068     |
| 10th             | 2025年2月19日  | HANAZAWA KANA Zepp Tour 2024“Memoirs and Fingertips””   |                | PCXP-51125     |

## キャラクターソング
| 発売日   | 商品名                                                                                      | 歌 | 楽曲 | 備考                                                                                          |
| 2007年   | 2007年                                                                                      | 2007年 | 2007年 | 2007年                                                                                        |
| -------- | ------------------------------------------------------------------------------------------- | --- | --- | --------------------------------------------------------------------------------------------- |
| 4月4日   | 月面兎兵器ミーナ キャラクターコレクション 3                                                 | 水霜月ミーナ（花澤香菜） | 「トマトの理由」 | テレビアニメ『月面兎兵器ミーナ』関連曲                                                        |
| 11月22日 | ムシウタ DVD第3巻 限定版                                                                    | 杏本詩歌（花澤香菜） | 「あかいりぼん」 | テレビアニメ『ムシウタ』関連曲                                                                |
| 2008年   |                                                                                             | | |                                                                                               |
| 5月28日  | ヘンな神様知ってるよ                                                                        | 乱崎優歌（花澤香菜） | 「ヘンな神様知ってるよ」 「ヘンな神様知ってるよ predawn mix」                                                                                                | テレビアニメ『狂乱家族日記』エンディングテーマ                                                |
| 7月4日   | To LOVEる -とらぶる- Variety CD その1                                                       | 結城美柑（花澤香菜） | 「ちゃんとしてよセイシュン!」 | テレビアニメ『To LOVEる -とらぶる-』関連曲                                                    |
| 7月23日  | セキレイ/Dear sweet heart                                                                   | 結（早見沙織）、月海（井上麻里奈）、草野（花澤香菜）、松（遠藤綾） | 「セキレイ」 | テレビアニメ『セキレイ』オープニングテーマ                                                    |
| 7月23日  | セキレイ/Dear sweet heart                                                                   | 結（早見沙織）、月海（井上麻里奈）、草野（花澤香菜）、松（遠藤綾） | 「Dear sweet heart」 | テレビアニメ『セキレイ』エンディングテーマ                                                    |
| 7月25日  | graceful way                                                                                | アニー（花澤香菜） | 「Il cielo」 | ゲーム『ARIA The ORIGINATION 〜蒼い惑星のエルシエロ〜』挿入歌                                 |
| 8月27日  | セキレイ サウンドステージ 01                                                                | 草野（花澤香菜） | 「みどりのメロディ」 | テレビアニメ『セキレイ』関連曲                                                                |
| 10月22日 | セキレイ 壱 完全生産限定版特典                                                              | 結（早見沙織）、月海（井上麻里奈）、草野（花澤香菜）、松（遠藤綾） | 「たまんない! KISS OR DIE!?」 | ラジオ『セキレイらじお』テーマソング                                                          |
| 11月26日 | セキレイ 弐 完全生産限定版 特典CD                                                           | 結（早見沙織）、月海（井上麻里奈）、草野（花澤香菜）、松（遠藤綾） | 「セキレイ (AKIBA SQUEREイベント ライブバージョン)」 | テレビアニメ『セキレイ』オープニングテーマ                                                    |
| 11月26日 | セキレイ 弐 完全生産限定版 特典CD                                                           | 結（早見沙織）、月海（井上麻里奈）、草野（花澤香菜）、松（遠藤綾） | 「Dear sweet heart (AKIBA SQUEREイベント ライブバージョン)」                                                                                                 | テレビアニメ『セキレイ』エンディングテーマ                                                    |
| 11月26日 | シャイナ・ダルク 〜黒き月の王と蒼碧の月の姫君〜 ボーカルアルバム                            | エクソダ（小野大輔）& ヴィンセント（安元洋貴）& ノエル（川澄綾子）& マーブル（花澤香菜） | 「王国マーチはタンタカターン」 | 漫画『シャイナ・ダルク 〜黒き月の王と蒼碧の月の姫君〜』エンディングイメージソング             |
| 11月28日 | To LOVEる -とらぶる- Variety CD その5                                                       | 結城美柑（花澤香菜） | 「君らしくなきゃヤダよ!」 | テレビアニメ『To LOVEる -とらぶる-』関連曲                                                    |
| 2009年   |                                                                                             | | |                                                                                               |
| 3月25日  | 明日のよいち! キャラクターソング Vol.4 斑鳩かごめ                                           | 斑鳩かごめ（花澤香菜） | 「ちっちゃな一歩★」 「乙女のカラフルな祈り」 | テレビアニメ『明日のよいち!』関連曲                                                           |
| 3月25日  | 明日のよいち! 第1巻 CD付初回限定版                                                          | 斑鳩四姉妹（斑鳩いぶき（佐藤利奈）、斑鳩あやめ（戸松遥）、斑鳩ちはや（田村ゆかり）、斑鳩かごめ（花澤香菜） | 「I,my,meで生きてみよー!」 | WEBラジオ『明日のよいちらじを!』テーマソング                                                  |
| 3月25日  | かんなぎ 5 完全生産限定版特典                                                               | ざんげちゃん（花澤香菜） | 「Delicateにラブ・ミー・プリーズ」 | テレビアニメ『かんなぎ』関連曲                                                                |
| 3月25日  | セキレイ DVD全巻購入特典                                                                    | 結（早見沙織）、月海（井上麻里奈）、草野（花澤香菜）、松（遠藤綾） | 「セキレイ〜ノン・ストップ・メガミックス〜」 | テレビアニメ『セキレイ』関連曲                                                                |
| 7月17日  | マジカル☆ミラクルガール                                                                     | マール（辻あゆみ）、リルテ（花澤香菜）、シェル（伊瀬茉莉也） | 「マジカル☆ミラクルガール」 | ゲーム『(PW)Project Witch』主題歌                                                             |
| 7月23日  | (PW)Project Witch Shell-Limited                                                             | リルテ（花澤香菜） | 「マジカル☆ミラクルガール」 | ゲーム『(PW)Project Witch』主題歌                                                             |
| 7月23日  | (PW)Project Witch Shell-Limited                                                             | リルテ（花澤香菜） | 「やさしいメロディ」 | PSPゲーム『(PW)Project Witch』リルテエンディングテーマ                                        |
| 7月24日  | 明日のよいち! 第5巻 CD付初回限定版                                                          | 斑鳩かごめ（花澤香菜） | 「I,my,meで生きてみよー!」 | WEBラジオ『明日のよいちらじを!』テーマソング                                                  |
| 8月3日   | 佰物語                                                                                      | 阿良々木暦（神谷浩史）、戦場ヶ原ひたぎ（斎藤千和）、八九寺真宵（加藤英美里）、神原駿河（沢城みゆき）、千石撫子（花澤香菜）、羽川翼（堀江由衣）、忍野メメ（櫻井孝宏）、忍野忍（平野綾）、阿良々木火憐（喜多村英梨）、阿良々木月火（井口裕香） | 「思い出のアルバム」 「ありがとうさよなら」 | ドラマCD『佰物語』テーマソング                                                                |
| 9月9日   | THE IDOLM@STER DREAM SYMPHONY 00 “HELLO!!”                                                  | 日高愛（戸松遥）・水谷絵理（花澤香菜）・秋月涼（三瓶由布子） | 「"HELLO!!"（M@STER VERSION）」 「ハッピース」 | ゲーム『THE IDOLM@STER Dearly Stars』関連曲                                                   |
| 10月14日 | THE IDOLM@STER DREAM SYMPHONY 01 水谷絵理                                                   | 水谷絵理（花澤香菜） | 「プリコグ（M@STER VERSION）」 「クロスワード」 「魔法をかけて!（M@STER VERSION）」 「思い出をありがとう（M@STER VERSION）」 「"HELLO!!"（M@STER VERSION）」 | ゲーム『THE IDOLM@STER Dearly Stars』関連曲                                                   |
| 11月4日  | 約束 I'm with You/SURVIVE BABY SURVIVE!                                                     | 結（早見沙織）、月海（井上麻里奈）、草野（花澤香菜）、松（遠藤綾） | 「約束 I'm with You」 | ゲーム『セキレイ 〜未来からのおくりもの〜』オープニングテーマ                                 |
| 11月4日  | 約束 I'm with You/SURVIVE BABY SURVIVE!                                                     | 結（早見沙織）、月海（井上麻里奈）、草野（花澤香菜）、松（遠藤綾） | 「SURVIVE BABY SURVIVE!」 | ゲーム『セキレイ 〜未来からのおくりもの〜』エンディングテーマ                                 |
| 12月3日  | ときめきメモリアル4 Character Single BOX                                                    | 響野里澄（花澤香菜） | 「虹色の音符」 | ゲーム『ときめきメモリアル4』関連曲                                                           |
| 2010年   |                                                                                             | | |                                                                                               |
| 1月27日  | 化物語 Blu-ray & DVD 第四巻限定版特典CD                                                     | 千石撫子（花澤香菜） | 「恋愛サーキュレーション」 | テレビアニメ『化物語』オープニングテーマ                                                      |
| 2月24日  | DARKER THAN BLACK -流星の双子- 3 BD・DVD特典                                                | 蘇芳〈スオウ〉・パブリチェンコ（花澤香菜） | 「Twinkle Real Star」 「哀しき夢の巻」 「光り輝く人よ」 | テレビアニメ『DARKER THAN BLACK -流星の双子- 関連曲                                           |
| 3月17日  | private wing                                                                                | 諏訪天姫（花澤香菜）& 中島錦（三瓶由布子） | 「ブックマーク ア・ヘッド」 | ゲーム『ストライクウィッチーズ -あなたとできることA Little Peaceful Days-』エンディングテーマ |
| 3月19日  | ときめきメモリアル4 ボーカル & ストーリーズ Vol.2                                           | 響野里澄（花澤香菜） | 「Love is a Melody」 | ゲーム『ときめきメモリアル4』関連曲                                                           |
| 3月24日  | ストライクウィッチーズ あなたとできること                                                   | 諏訪天姫（花澤香菜） | 「ブックマーク・ア ヘッド」 | ゲーム『ストライクウィッチーズ -あなたとできることA Little Peaceful Days-』エンディングテーマ |
| 4月21日  | ゆとりのゆとり                                                                              | 田中ゆとり（悠木碧）、摘込しおり（花澤香菜）、団華院れいこ（渡辺明乃） | 「ゆとりのゆとり」 | Webアニメ『ゆとりちゃん』主題歌                                                               |
| 5月26日  | B型H系 キャラクターソングアルバム                                                           | 宮野まゆ（花澤香菜） | 「スプーンひとさじの愛」 | テレビアニメ『B型H系』関連曲                                                                  |
| 5月26日  | B型H系 キャラクターソングアルバム                                                           | 山田（田村ゆかり）・宮野まゆ（花澤香菜）・金城京香（小林ゆう） | 「ノノノノン」 | テレビアニメ『B型H系』挿入歌                                                                  |
| 5月26日  | 会長はメイド様! キャラクターコンセプトCD1 〜School Side〜                                   | 加賀しず子（小林ゆう）、花園さくら（花澤香菜） | 「恋花」 | テレビアニメ『会長はメイド様!』関連曲                                                         |
| 6月23日  | THE IDOLM@STER BEST OF 765+876=!! VOL.03                                                    | IM@S ALLSTARS1641 | 「THE IDOLM@STER（GAME VERSION)」 | ゲーム『THE IDOLM@STER』関連曲                                                                |
| 6月23日  | THE IDOLM@STER BEST OF 765+876=!! VOL.03                                                    | 如月千早（今井麻美）、三浦あずさ（たかはし智秋）、水瀬伊織（釘宮理恵）、双海亜美 / 真美（下田麻美）、水谷絵理（花澤香菜） | 「LOST」 | ゲーム『THE IDOLM@STER』関連曲                                                                |
| 7月3日   | THE IDOLM@STER BEST OF 765+876=!! THE iDRE@MLOST                                            | 水谷絵理（花澤香菜） | 「LOST」 | ゲーム『THE IDOLM@STER』関連曲                                                                |
| 7月7日   | "文学少女"メモワール サウンドトラックI-夢見る少女の前奏曲 (プレリュード)-                   | 天野遠子（花澤香菜） | 「ソラ」 | 『“文学少女”』イメージソング                                                                  |
| 7月21日  | 白翼ノ誓約〜Pure Engagement〜/おんなじきもち                                                | 結（早見沙織）、月海（井上麻里奈）、草野（花澤香菜）、松（遠藤綾） | 「白翼ノ誓約〜Pure Engagement〜」 | テレビアニメ『セキレイ〜Pure Engagement〜』オープニングテーマ                                 |
| 7月21日  | 白翼ノ誓約〜Pure Engagement〜/おんなじきもち                                                | 結（早見沙織）、月海（井上麻里奈）、草野（花澤香菜）、松（遠藤綾） | 「おんなじきもち」 | テレビアニメ『セキレイ〜Pure Engagement〜』エンディングテーマ                                 |
| 8月4日   | マニアエキラキラ                                                                            | 松隆奈々子（花澤香菜） | 「マニアエキラキラ」 | OAD『変ゼミ』オープニングテーマ                                                               |
| 8月4日   | マニアエキラキラ                                                                            | 変ゼミの皆さん | 「変・リン・シャン 〜変だよ。リンスーの後にシャンプーて〜」                                                                                                  | OAD『変ゼミ』エンディングテーマ                                                               |
| 8月11日  | 心の窓辺にて                                                                                | 双葉アオイ（花澤香菜） | 「心の窓辺にて」 | テレビアニメ『あそびにいくヨ!』エンディングテーマ                                             |
| 8月11日  | 心の窓辺にて                                                                                | 双葉アオイ（花澤香菜） | 「君色*コンプリート」 | テレビアニメ『あそびにいくヨ!』関連曲                                                         |
| 8月25日  | STEINS;GATE オーディオシリーズ☆ラボメンナンバー002☆椎名まゆり                               | 椎名まゆり（花澤香菜） | 「優しい夕暮れ」 | ゲーム『STEINS;GATE』関連曲                                                                   |
| 9月8日   | あそびにいくヨ! ドラマ&キャラソンCD 〜きもめだししました〜                                  | エリス（伊藤かな恵）、金武城真奈美（戸松遥）、双葉アオイ（花澤香菜） | 「スマイル☆ピース」 | テレビアニメ『あそびにいくヨ!』関連曲                                                         |
| 9月22日  | デュラララ！！vol.8 完全生産限定版 特典CD                                                   | 園原杏里（花澤香菜） | 「時をかける少女」 | テレビアニメ『デュラララ!!』関連曲                                                            |
| 9月29日  | SEKIREI SOUND COMPLETE                                                                      | 結（早見沙織）、月海（井上麻里奈）、草野（花澤香菜）、松（遠藤綾） | 「LET'S GO GET U!」 | ラジオ『セキレイらじお〜Pure Engagement〜』テーマソング                                       |
| 10月26日 | 残念系隣人部★★☆                                                                             | 友達つくり隊 | 「残念系隣人部★★☆」 | テレビアニメ『僕は友達が少ない』オープニングテーマ                                            |
| 10月27日 | がんばれ!消えるな!!色素薄子さん ドラマCD                                                    | 烏丸撫子（花澤香菜） | 「はんなり お外でお濃茶を」 | 漫画『がんばれ!消えるな!!色素薄子さん』関連曲                                                 |
| 11月17日 | 魔法先生ネギま! 〜もうひとつの世界〜 Theme Song Collection                                  | ユエ・ファランドール（桑谷夏子）、コレット・ファランドール（佐藤聡美）、エミリィ・セブンシープ（竹達彩奈）、ベアトリクス・モンロー（花澤香菜）                                                                                               | 「Magical Twinkle Sky」 「Good vibration!!」 | OAD『魔法先生ネギま! 〜もうひとつの世界〜』関連曲                                             |
| 11月24日 | 初戀幻燈機                                                                                  | 薄蛍（花澤香菜）、芳野葛利劔（日野聡） | 「二人静」 | テレビアニメ『おとめ妖怪 ざくろ』エンディングテーマ                                           |
| 11月24日 | 世紀末オカルト学院 Blu-ray & DVD Volume.3 特典CD                                            | 成瀬こずえ（花澤香菜） | 「アジアの純真」 | テレビアニメ『世紀末オカルト学院』挿入歌                                                      |
| 11月24日 | 世紀末オカルト学院 Blu-ray & DVD Volume.1-Volume.3 連動購入特典CD                           | 神代マヤ（日笠陽子）、中川美風（茅原実里）、成瀬こずえ（花澤香菜）、黒木亜美（高垣彩陽）、岡本あかり（水瀬いのり）、川嶋千尋（小林ゆう） | 「LOVEマシーン」 | テレビアニメ『世紀末オカルト学院』挿入歌                                                      |
| 11月24日 | もっとTo LOVEる -とらぶる- キャラクターCD2 美柑&闇                                          | 結城美柑（花澤香菜） | 「リビングWars」 | テレビアニメ『もっとTo LOVEる -とらぶる-』関連曲                                              |
| 11月24日 | セキレイ〜Pure Engagement〜 四 BD・DVD特典CD                                                | 草野（花澤香菜） | 「おんなじきもち 草野ソロVer.」 | テレビアニメ『セキレイ』関連曲                                                                |
| 12月8日  | コイノシルシ                                                                                | 神のみぞ知り隊 | 「コイノシルシ」 「コイノシルシ feat. 汐宮栞」 | テレビアニメ『神のみぞ知るセカイ』エンディングテーマ                                          |
| 12月22日 | 神のみキャラCD.4 汐宮 栞 starring 花澤香菜                                                  | 汐宮栞 starring 花澤香菜 | 「口笛ジェット」 「コイノシルシ from Shiori」 | テレビアニメ『神のみぞ知るセカイ』関連曲                                                      |
| 2011年   |                                                                                             | | |                                                                                               |
| 2月9日   | おとめ妖怪 ざくろ バラエティCD 歌謡小咄集                                                   | 薄蛍（花澤香菜） | 「かげぼうし」 | テレビアニメ『おとめ妖怪 ざくろ』関連曲                                                       |
| 2月9日   | おとめ妖怪 ざくろ バラエティCD 歌謡小咄集                                                   | 薄蛍（花澤香菜）、雪洞（豊崎愛生）、鬼灯（堀江由衣） | 「紅花ノ乙女唄」 | テレビアニメ『おとめ妖怪 ざくろ』関連曲                                                       |
| 2月16日  | SUPER∞STREAM                                                                                | 篠ノ之箒（日笠陽子）、セシリア・オルコット（ゆかな）、凰鈴音（下田麻美）、シャルル・デュノア（花澤香菜）、ラウラ・ボーデヴィッヒ（井上麻里奈）                                                                                               | 「SUPER∞STREAM」 「SUPER∞STREAM 〜INFINIT FUTURE Revised MIX〜」                                                                                             | テレビアニメ『IS 〈インフィニット・ストラトス〉』エンディングテーマ                           |
| 2月23日  | セキレイ -Pure Engagement- Blu-ray&DVD全巻購入特典CD                                        | 結（早見沙織）、月海（井上麻里奈）、草野（花澤香菜）、松（遠藤綾） | 「セキレイ Pure Engagement Non Stop Mega Mix 2」 | テレビアニメ『セキレイ』関連曲                                                                |
| 3月25日  | 森田さんは無口 theme songs                                                                  | MM first | 「森田さんは無口」 | オリジナルアニメ『森田さんは無口』オープニングテーマ                                          |
| 4月6日   | TVアニメ『IS〈インフィニット・ストラトス〉』オリジナルサウンドトラック                      | 篠ノ之箒(日笠陽子)、セシリア・オルコット(ゆかな)、凰鈴音(下田麻美)、シャルル・デュノア（花澤香菜） | 「SUPER∞STREAM (#6,7 ver.)」 | テレビアニメ『IS 〈インフィニット・ストラトス〉』エンディングテーマ                           |
| 4月6日   | TVアニメ『IS〈インフィニット・ストラトス〉』オリジナルサウンドトラック                      | 篠ノ之箒（日笠陽子）、セシリア・オルコット（ゆかな）、凰鈴音（下田麻美）、シャルル・デュノア（花澤香菜）、ラウラ・ボーデヴィッヒ（井上麻里奈）                                                                                               | 「SUPER∞STREAM (#8〜 ver.)」 | テレビアニメ『IS 〈インフィニット・ストラトス〉』エンディングテーマ                           |
| 4月6日   | 俺の妹がこんなに可愛いわけがない BD・DVD第4巻特典CD                                         | 黒猫（花澤香菜） | 「Masquerade!」 | テレビアニメ『俺の妹がこんなに可愛いわけがない』エンディングテーマ                            |
| 5月11日  | Punctuation!                                                                                | 松隆奈々子（花澤香菜） | 「Punctuation!」 「45℃」 | テレビアニメ『変ゼミ』関連曲                                                                  |
| 5月25日  | 俺の妹がこんなに可愛いわけがない BD・DVD第6巻特典CD                                         | 高坂桐乃（竹達彩奈）、黒猫（花澤香菜）、沙織・バジーナ（生天目仁美） | 「アキハバラ☆だんす☆なう!!」 | テレビアニメ『俺の妹がこんなに可愛いわけがない』エンディングテーマ                            |
| 6月22日  | 俺の妹がこんなに可愛いわけがない BD・DVD第7巻特典CD                                         | 黒猫（花澤香菜） | 「†命短し恋せよ乙女†」 | テレビアニメ『俺の妹がこんなに可愛いわけがない』エンディングテーマ                            |
| 7月22日  | TVアニメ「デッドマン・ワンダーランド」キャラクターソング『シロ』                            | DWB feat. SHIRO（花澤香菜） | 「SHINY SHINY SHIRO mix」 「STRAWBERRY FOUNTAIN」 「Cremet d Anjou」 「ダンジョン ショコラティエース」                                                       | テレビアニメ『デッドマン・ワンダーランド』関連曲                                              |
| 7月27日  | 俺の妹がこんなに可愛いわけがない BD・DVD第8巻特典CD                                         | 黒猫（花澤香菜）、高坂京介（中村悠一） | 「贖罪のセレナーデ」 | テレビアニメ『俺の妹がこんなに可愛いわけがない』エンディングテーマ                            |
| 7月27日  | IS 〈インフィニット・ストラトス〉 Blu-ray & DVD 第4巻初回限定版特典CD                       | シャルル・デュノア（花澤香菜） | 「mon cherie, ma cherie」 「SUPER∞STREAM」 | テレビアニメ『IS 〈インフィニット・ストラトス〉』関連曲                                       |
| 8月24日  | ロウきゅーぶ! Character Songs 01 湊智花                                                     | 湊智花（花澤香菜） | 「自主恋 Shoooooter!」 | テレビアニメ『ロウきゅーぶ!』関連曲                                                           |
| 8月24日  | ロウきゅーぶ! Character Songs 01 湊智花                                                     | 花澤香菜 imaging 湊智花 | 「SHOOT!-No.4 MIX-」 | テレビアニメ『ロウきゅーぶ!』関連曲                                                           |
| 8月24日  | シュタインズ・ゲート BD Vol.3 特典CD                                                        | 椎名まゆり（花澤香菜）、フェイリス（桃井はるこ） | 「メイクイーンの午後3時」 | テレビアニメ『シュタインズ・ゲート』関連曲                                                    |
| 9月21日  | まよウタ！                                                                                  | 坂町紅羽（花澤香菜） | 「キラキラ☆サブミッション」 | テレビアニメ『まよチキ!』関連曲                                                               |
| 10月5日  | THE IDOLM@STER ANIM@TION MASTER 03                                                          | 765+876PRO ALLSTARS | 「GO MY WAY!!」 | テレビアニメ『THE IDOLM@STER』エンディングテーマ                                              |
| 11月16日 | ほしいもパラダイス2 〜万能ネギ男を救出せよ〜                                                | 花澤香菜 | 「あいのうた」 | 『ほしいもパラダイス2 〜万能ネギ男を救出せよ〜』エンディングテーマ                            |
| 12月7日  | 〜俺の妹がこんなに可愛いわけがないComplete Collection+〜俺妹コンプ+!                        | 黒猫（花澤香菜） | 「Holiday!」 | テレビアニメ『俺の妹がこんなに可愛いわけがない』関連曲                                        |
| 12月7日  | 〜俺の妹がこんなに可愛いわけがないComplete Collection+〜俺妹コンプ+!                        | 高坂桐乃（竹達彩奈）、黒猫（花澤香菜） | 「WONDERFUL GIRL」 | テレビアニメ『俺の妹がこんなに可愛いわけがない』関連曲                                        |
| 12月21日 | 「神のみぞ知るセカイ」キャラクター・カバーALBUM 〜選曲:若木民喜〜                           | 汐宮栞 starring 花澤香菜 | 「トゥインクル☆スター」 | テレビアニメ『神のみぞ知るセカイ』関連曲                                                      |
| 12月21日 | ロウきゅーぶ! いんたーばる3                                                                 | 湊智花（花澤香菜） | 「My Dear...」 | テレビアニメ『ロウきゅーぶ!』関連曲                                                           |
| 2012年   |                                                                                             | | |                                                                                               |
| 3月14日  | IS 〈インフィニット・ストラトス〉VOCAL COLLECTION ALBUM                                     | シャルル・デュノア（花澤香菜） | 「mon cherie, ma cherie」 | テレビアニメ『IS 〈インフィニット・ストラトス〉』関連曲                                       |
| 3月14日  | IS 〈インフィニット・ストラトス〉VOCAL COLLECTION ALBUM                                     | シャルロット・デュノア（花澤香菜） | 「アリガト。だけじゃない」 | テレビアニメ『IS 〈インフィニット・ストラトス〉』関連曲                                       |
| 2月8日   | やきもちカプリス★                                                                           | ルー(悠木碧)、ノワ（花澤香菜） | 「やきもちカプリス★」 | テレビアニメ『やきもち狂想曲』主題歌                                                          |
| 4月25日  | 僕は友達が少ない BD・DVD第4巻 初回生産特典「あそーとCD 4」                                  | 羽瀬川小鳩（花澤香菜） | 「ゆけゆけゲルニカちゃん！」 | テレビアニメ『僕は友達が少ない』挿入歌                                                        |
| 4月25日  | SquarePanicSerenade/Futuristic Player                                                       | 高鴨穏乃（悠木碧）、新子憧（東山奈央）、松実玄（花澤香菜）、鷺森灼（内山夕実）、松実宥 (MAKO) | 「SquarePanicSerenade」 「SquarePanicSerenade 〜SquarePushedSixteen Remix〜」                                                                                | テレビアニメ『咲 -Saki- 阿知賀編 episode of side-A』エンディングテーマ                        |
| 5月2日   | かんなぎ なぎおと+なぎうた 完全盤                                                           | ざんげちゃん（花澤香菜） | 「Delicateにラブ・ミー・プリーズ」 | テレビアニメ『かんなぎ』関連曲                                                                |
| 5月23日  | デュラララッピング!!-「デュラララ!!」キャラクターソングコレクション-                        | 園原杏里（花澤香菜） | 「時をかける少女」 | テレビアニメ『デュラララ!!』関連曲                                                            |
| 5月23日  | 僕は友達が少ない Blu-ray 第5巻初回特典                                                      | 羽瀬川小鳩（花澤香菜） | 「不機嫌*吸血鬼」 | テレビアニメ『僕は友達が少ない』関連曲                                                        |
| 6月6日   | 戦国コレクション キャラクターソングコレクション Vol.01                                      | 泰平女君・徳川家康（花澤香菜） | 「Love Scope」 | テレビアニメ『戦国コレクション』関連曲                                                        |
| 6月20日  | 咲-Saki- 阿知賀編 episode of side-A キャラクターソング Vol.3                                | 松実玄（花澤香菜） | 「Dragon Magic」 「まーじゃん☆わーるど ver.玄」 | テレビアニメ『咲 -Saki- 阿知賀編 episode of side-A』関連曲                                    |
| 6月20日  | 咲-Saki- 阿知賀編 episode of side-A Blu-ray 第1巻初回限定特典 すぺしゃるCD                  | 高鴨穏乃（悠木碧）、新子憧（東山奈央）、松実玄（花澤香菜）、鷺森灼（内山夕実）、松実宥 (MAKO) | 「四角い宇宙で待ってるよ（阿知賀女子すぺしゃるver.）」 「熱烈歓迎わんだーらんど（阿知賀女子すぺしゃるver.）」                                                | テレビアニメ『咲 -Saki- 阿知賀編 episode of side-A』関連曲                                    |
| 7月25日  | 妖狐×僕SS BD・DVD 第5巻特典CD                                                               | 髏々宮カルタ（花澤香菜） | 「sweets parade」 | テレビアニメ『妖狐×僕SS』第6話エンディングテーマソング                                        |
| 8月10日  | Orange Smile アニメPV入り初回特典版                                                         | リオン（花澤香菜） | 「Orange Smile」 「Orange Smile（Ver.60 Sec）」 |                                                                                               |
| 8月29日  | SKET DANCE キャラクターソング&オリジナルサウンドトラック『サーヤと愉快な音楽集』            | 安形紗綾（花澤香菜） | 「NO COOL BOY」 「明日ガール」 「complete for you」 | テレビアニメ『SKET DANCE』関連曲                                                              |
| 8月29日  | 小鳩のうたってみた! アニメ「鉄の死霊術師」カバーソングシングル                              | 羽瀬川小鳩（花澤香菜） | 「誓願ノ詩 〜聖者の傷跡〜」 「戦けよ、冥闇の王は降りた」 | テレビアニメ『僕は友達が少ない』関連曲                                                        |
| 8月29日  | 僕は友達が少ない Blu-ray 6巻初回特典                                                        | 羽瀬川小鳩（花澤香菜） | 「Over the distance」 | ゲーム『僕は友達が少ない ぽーたぶる』エンディングテーマ                                       |
| 9月5日   | モーレツ宇宙海賊 BD第7巻特典CD                                                              | 加藤茉莉香（小松未可子）、チアキ・クリハラ（花澤香菜） | 「海賊の歌」 | テレビアニメ『モーレツ宇宙海賊』挿入歌                                                        |
| 9月19日  | TVアニメ『機動戦士ガンダムAGE』キャラクターソングアルバム Vol.2                             | ロマリー・ストーン（花澤香菜） | 「TWO HEARTS 〜Reason of tears〜」 | テレビアニメ『機動戦士ガンダムAGE』関連曲                                                     |
| 9月26日  | OVA 僕は友達が少ない あどおんでぃすく Blu-ray 初回特典                                      | 羽瀬川小鷹（木村良平）& 三日月夜空（井上麻里奈）& 柏崎星奈（伊藤かな恵）& 楠幸村（山本希望）& 志熊理科（福圓美里）& 羽瀬川小鳩（花澤香菜）& 高山マリア（井口裕香）                                                                           | 「君は友達」 | OVA『僕は友達が少ない』エンディングテーマ                                                     |
| 9月27日  | ハッピーガール☆ラッキーガール!                                                              | 桜市子（花澤香菜） | 「ハッピーガール☆ラッキーガール!」 | テレビアニメ『貧乏神が!』関連曲                                                               |
| 9月27日  | ハッピーガール☆ラッキーガール!                                                              | 桜市子（花澤香菜）、紅葉（内山夕実） | 「ウラハラサカサ 悪態MIX ver.市子」 | テレビアニメ『貧乏神が!』関連曲                                                               |
| 9月27日  | もみじのうた 〜哀讃讃〜                                                                     | 紅葉（内山夕実）、桜市子（花澤香菜） | 「ウラハラサカサ 悪態MIX ver.紅葉」 | テレビアニメ『貧乏神が!』関連曲                                                               |
| 10月10日 | SENGOKU BEST COLLECTION                                                                     | 泰平女君・徳川家康（花澤香菜） | 「ヒミツ」 | テレビアニメ『戦国コレクション』関連曲                                                        |
| 10月25日 | 『貧乏神が!』オリジナルサウンドトラック&バラエティCD 幸福エナジー詰合せ (ギフト)            | 桜市子（花澤香菜） | 「ウラハラサカサ "ケンカするほど！MIX"」 「ウラハラサカサ」                                                                                                  | テレビアニメ『貧乏神が!』関連曲                                                               |
| 10月26日 | 残念系隣人部★★☆（星二つ半）                                                                 | 友達つくり隊 | 「残念系隣人部★★☆」 | テレビアニメ『僕は友達が少ない』オープニングテーマ                                            |
| 2013年   |                                                                                             | | |                                                                                               |
| 1月25日  | 割れたリンゴ/雪に咲く花                                                                     | 秋月真理亜（花澤香菜） | 「雪に咲く花」 | テレビアニメ『新世界より』主題歌                                                              |
| 2月6日   | Be My Friend                                                                                | 隣人部 | 「Be My Friend」 | テレビアニメ『僕は友達が少ないNEXT』オープニングテーマ                                        |
| 2月6日   | Be My Friend                                                                                | 羽瀬川小鳩（花澤香菜）& 高山マリア（井口裕香） | 「ぶいえす!!らいばる!!」 | テレビアニメ『僕は友達が少ないNEXT』キャラクターソング                                        |
| 2月6日   | 僕らの翼                                                                                    | 隣人部 | 「僕らの翼」 | テレビアニメ『僕は友達が少ないNEXT』エンディングテーマ                                        |
| 3月13日  | バンブー・ランデヴー                                                                        | メイメイ（花澤香菜） | 「バンブー・ランデヴー♡」 「しろくまカフェ〜メイメイ〜 」 | テレビアニメ『しろくまカフェ』エンディング曲第10弾                                            |
| 3月20日  | 琴浦さん エンディングテーマ集 希望の花とつるぺたとESP研のテーマ                             | ESP研究会 | 「ESP研のテーマ」 | テレビアニメ『琴浦さん』エンディングテーマ                                                    |
| 3月27日  | 咲-Saki-阿知賀編 episode of side-A キャラソンベストアルバム THE 夢のヒットスクエア 阿知賀編 | 高鴨穏乃（悠木碧）、新子憧（東山奈央）、松実玄（花澤香菜）、松実宥 (MAKO)、鷺森灼（内山夕実） | 「四角い宇宙で待ってるよ（阿知賀女子りぷろだくとver.）」 「熱烈歓迎わんだーらんど（阿知賀女子りぷろだくとver.）」                                            | テレビアニメ『咲 -Saki- 阿知賀編 episode of side-A』関連曲                                    |
| 5月21日  | 戦国乙女3〜乱〜 サントラCD                                                                  | カシン居士（花澤香菜）、鬼灯（結城アイラ）、紫苑（上坂すみれ） | 「乱〜Run〜」 | CR『戦国乙女3』主題歌                                                                         |
| 5月22日  | ささみさん@がんばらない BD・DVD 第3巻特典CD                                                 | 邪神かがみ（花澤香菜） | 「シナプスの鏡」 | テレビアニメ『ささみさん@がんばらない』関連曲                                                 |
| 6月26日  | 絶対防衛レヴィアタン キャラクターソングコレクション 絶対、唄うんだもん!                     | シロップ（花澤香菜） | 「嗚呼!アクアフォール防衛隊」 | テレビアニメ『絶対防衛レヴィアタン』関連曲                                                    |
| 7月13日  | インフィニット・ストラトス オリジナルドラマシリーズ Vol.4 feat.シャルロット・デュノア       | シャルロット・デュノア（花澤香菜） | 「ソレイユ・ブーケ」 | テレビアニメ『IS 〈インフィニット・ストラトス〉』関連曲                                       |
| 7月17日  | ロウきゅーぶ!SS Character Songs 01 湊智花                                                   | 湊智花（花澤香菜） | 「純情ジェネレーション」 | テレビアニメ『ロウきゅーぶ!SS』関連曲                                                         |
| 7月17日  | ロウきゅーぶ!SS Character Songs 01 湊智花                                                   | 花澤香菜 imaging 湊智花 | 「Get goal!-No.4 MIX-」 | テレビアニメ『ロウきゅーぶ!SS』関連曲                                                         |
| 7月24日  | 俺の妹がこんなに可愛いわけがない。 BD・DVD第2巻特典CD                                       | 高坂桐乃（竹達彩奈）、黒猫（花澤香菜）、沙織・バジーナ（生天目仁美） | 「ずっと…」 | テレビアニメ『俺の妹がこんなに可愛いわけがない。』エンディングテーマ                          |
| 8月19日  | SWEET PAIN                                                                                  | リョーコ（花澤香菜）、シズノ（川澄綾子）、ミナト（井上麻里奈） | 「SWEET PAIN」 | CR『ゼーガペイン』テーマソング                                                                |
| 8月21日  | 俺の妹がこんなに可愛いわけがない。 BD・DVD第3巻特典CD                                       | 黒猫（花澤香菜） | 「モノクロ☆HAPPY DAY」 | テレビアニメ『俺の妹がこんなに可愛いわけがない。』エンディングテーマ                          |
| 8月28日  | どう考えても私は悪くない                                                                    | ゆうちゃん（花澤香菜） | 「私がモテないのは可愛くないからだよね?」 | テレビアニメ『私がモテないのはどう考えてもお前らが悪い!』関連曲                               |
| 9月11日  | キズナノユクエ                                                                              | ユピテルの姉妹 | 「キズナノユクエ」 | テレビアニメ『神のみぞ知るセカイ 女神篇』エンディングテーマ                                   |
| 9月11日  | キズナノユクエ                                                                              | 汐宮栞 starring 花澤香菜 | 「キズナノユクエ feat. 汐宮栞」 | テレビアニメ『神のみぞ知るセカイ 女神篇』エンディングテーマ                                   |
| 9月25日  | 俺の妹がこんなに可愛いわけがない。 BD・DVD第4巻特典CD                                       | 黒猫（花澤香菜） | 「刹那のDestiny」 | テレビアニメ『俺の妹がこんなに可愛いわけがない。』エンディングテーマ                          |
| 10月30日 | 僕は友達が少ないNEXT 第4巻 ねくすとCD 4                                                     | 羽瀬川小鳩（花澤香菜） | 「PASTEL B☆X」 「Be My Friend-小鳩Featuring隣人部 VER.-」 「僕らの翼-小鳩Featuring隣人部 VER.-」                                                             | TVアニメ『僕は友達が少ないNEXT』関連曲                                                        |
| 11月20日 | BEAUTIFUL SKY                                                                               | 篠ノ之箒（日笠陽子）、セシリア・オルコット（ゆかな）、凰鈴音（下田麻美）、シャルロット・デュノア（花澤香菜）、ラウラ・ボーデヴィッヒ（井上麻里奈）、更識楯無（斎藤千和）、更識簪（三森すずこ）                                               | 「BEAUTIFUL SKY」 | テレビアニメ『IS 〈インフィニット・ストラトス〉 2』エンディングテーマ                         |
| 12月18日 | オカルトメイデン キャラクターソング・アルバム                                               | 蘆屋大蛇（小清水亜美）、蘆屋雀（金元寿子）、蘆屋白猫（花澤香菜）、蘆屋鼈甲（茅原実里） | 「漆黒の彼方 feat. Starving Trancer」 「漆黒の彼方 feat. Starving Trancer (Normal Edit)」 「漆黒の彼方 (Ryu☆ Remix)」                                        | スマートフォンゲーム『オカルトメイデン』関連曲                                                |
| 12月18日 | 「オカルトメイデン」 スペシャルボーナストラックCD                                           | 蘆屋白猫（花澤香菜） | 「漆黒の彼方 - 白猫ソロヴァージョン」 | スマートフォンゲーム『オカルトメイデン』関連曲                                                |
| 12月18日 | 本命アンサー                                                                                | 桐崎千棘（東山奈央）& 小野寺小咲（花澤香菜） | 「本命アンサー」 | テレビアニメ『ニセコイ』キャラクターソング                                                    |
| 12月25日 | TVアニメ『IS＜インフィニット・ストラトス＞2』オリジナルサウンドトラック                     | 篠ノ之箒（日笠陽子）、セシリア・オルコット（ゆかな）、凰鈴音（下田麻美）、シャルル・デュノア（花澤香菜）、ラウラ・ボーデヴィッヒ（井上麻里奈）                                                                                               | 「BEAUTIFUL SKY 【TVSIZE 5人ver.】」 | テレビアニメ『IS 〈インフィニット・ストラトス〉 2』エンディングテーマ                         |
| 12月25日 | TVアニメ『IS＜インフィニット・ストラトス＞2』オリジナルサウンドトラック                     | 篠ノ之箒（日笠陽子）、セシリア・オルコット（ゆかな）、凰鈴音（下田麻美）、シャルル・デュノア（花澤香菜）、ラウラ・ボーデヴィッヒ（井上麻里奈）、更識簪（三森すずこ）                                                                         | 「BEAUTIFUL SKY 【TVSIZE 6人ver.】」 | テレビアニメ『IS 〈インフィニット・ストラトス〉 2』エンディングテーマ                         |
| 12月25日 | TVアニメ『IS＜インフィニット・ストラトス＞2』オリジナルサウンドトラック                     | 篠ノ之箒（日笠陽子）、セシリア・オルコット（ゆかな）、凰鈴音（下田麻美）、シャルル・デュノア（花澤香菜）、ラウラ・ボーデヴィッヒ（井上麻里奈）、更識簪（三森すずこ）、更識楯無（斎藤千和）                                                   | 「BEAUTIFUL SKY 【TVSIZE 7人ver.】」 | テレビアニメ『IS 〈インフィニット・ストラトス〉 2』エンディングテーマ                         |
| 12月25日 | 俺の妹がこんなに可愛いわけがない。 BD・DVD第7巻特典CD                                       | 黒猫（花澤香菜） | 「The last ceremony」 | テレビアニメ『俺の妹がこんなに可愛いわけがない。』エンディングテーマ                          |
| 2014年   |                                                                                             | | |                                                                                               |
| 1月22日  | コードレス☆照れ☆PHONE/も・ぎ・た・てフルーツガールズ♥                                       | 木下林檎（田村ゆかり）& 中沢農（花澤香菜） | 「も・ぎ・た・てフルーツガールズ♥」 | テレビアニメ『のうりん』エンディングテーマ                                                    |
| 1月22日  | コードレス☆照れ☆PHONE/も・ぎ・た・てフルーツガールズ♥                                       | 中沢農（花澤香菜） | 「も・ぎ・た・てフルーツガールズ♥」 | テレビアニメ『のうりん』エンディングテーマ                                                    |
| 2月12日  | 神のみぞ知るセカイ キャラクター・カバーALBUM2 〜選曲：若木民喜〜                            | 汐宮栞 starring 花澤香菜 | 「Raison d'être」 | テレビアニメ『神のみぞ知るセカイ 女神篇』関連曲                                               |
| 2月26日  | 囮物語 第一巻/なでこメドゥーサ（上） BD・DVD特典CD                                          | 千石撫子（花澤香菜） | 「もうそう♡えくすぷれす」 | テレビアニメ『囮物語』オープニングテーマ                                                      |
| 2月26日  | 凪のあすから BD・DVD第3巻特典CD                                                             | 向井戸まなか（花澤香菜） | 「I wonder why…」 | テレビアニメ『凪のあすから』関連曲                                                            |
| 2月26日  | IS〈インフィニット・ストラトス〉2 BD・DVD第4巻特典CD                                        | シャルロット・デュノア（花澤香菜） | 「恋するマドモアゼル」 「BEAUTIFUL SKY シャルソロバージョン」                                                                                                | テレビアニメ『IS〈インフィニット・ストラトス〉2』関連曲                                       |
| 3月5日   | ミンナノナマエヲイレテクダサイ                                                              | 柴崎芦花（花澤香菜）・高尾部長（伊藤静）・船堀さん（豊崎愛生） | 「ミンナノナマエヲイレテクダサイ」 | テレビアニメ『ディーふらぐ!』エンディングテーマ                                               |
| 3月5日   | ディーふらぐ! OP・ED連動購入特典CD                                                          | 柴崎芦花（花澤香菜）・高尾部長（伊藤静）・船堀さん（豊崎愛生） | 「(enter your name) RMX」 | テレビアニメ『ディーふらぐ!』関連曲                                                           |
| 3月5日   | IS〈インフィニット・ストラトス〉2 イグニッション・ハーツ主題歌集                            | 篠ノ之箒（日笠陽子）、セシリア・オルコット（ゆかな）、凰鈴音（下田麻美）、シャルロット・デュノア（花澤香菜）、ラウラ・ボーデヴィッヒ（井上麻里奈）                                                                                           | 「Grow Up Shining!!」 | ゲーム『IS〈インフィニット・ストラトス〉2 イグニッション・ハーツ』エンディングテーマ          |
| 3月26日  | おにくじゃぽねすく!                                                                         | ゼウシくん（花澤香菜） | 「おにくじゃぽねすく!」 | アニメCM『おにくだいすき!ゼウシくん』主題歌                                                   |
| 3月26日  | おにくじゃぽねすく!                                                                         | ゼウシくん（花澤香菜）・ミカ（内田真礼） | 「にっくにくの にっこにこ!」 | アニメCM『おにくだいすき!ゼウシくん』関連曲                                                   |
| 4月23日  | ニセコイ Blu-ray & DVD 第2巻 完全生産限定版 特典CD                                          | 小野寺小咲（花澤香菜） | 「リカバーデコレーション」 | テレビアニメ『ニセコイ』エンディングテーマ                                                    |
| 4月25日  | ディーふらぐ! BD・DVD第2巻特典CD                                                            | 柴崎芦花（花澤香菜） | 「8bit skipper」 | テレビアニメ『ディーふらぐ!』関連曲                                                           |
| 4月30日  | 彼女がフラグを立てる理由                                                                    | YELL | 「彼女がフラグを立てる理由」 | テレビアニメ『彼女がフラグをおられたら』エンディングテーマ                                    |
| 5月2日   | のうりん BD・DVD第2巻特典CD                                                                 | 中沢農（花澤香菜） | 「みのりのぞっこん未来予報♥」 | テレビアニメ『のうりん』エンディングテーマ                                                    |
| 5月14日  | My Sweet Shelter                                                                            | 河合律（花澤香菜）、錦野麻弓（佐藤利奈）、渡辺彩花（金元寿子） | 「My Sweet Shelter」 | テレビアニメ『僕らはみんな河合荘』エンディングテーマ                                          |
| 5月14日  | My Sweet Shelter                                                                            | 河合律（花澤香菜） | 「最後のページのそのあとで」 | テレビアニメ『僕らはみんな河合荘』関連曲                                                      |
| 5月14日  | MOST以上の“MOSTEST”                                                                         | アーニャ（下田麻美）、ルッカ（大亀あすか）、ジェシカ（花澤香菜） | 「MOST以上の“MOSTEST”(ver.2)」 | テレビアニメ『星刻の竜騎士』エンディングテーマ                                                |
| 8月20日  | 彼女がフラグをおられたら BD・DVD第3巻特典CD                                                 | 盗賊山恵（花澤香菜） | 「アンビシャス!」 「彼女がフラグを立てる理由」 | テレビアニメ『彼女がフラグをおられたら』関連曲                                                |
| 8月27日  | 凪のあすから BD・DVD第9巻特典CD                                                             | 向井戸まなか（花澤香菜） | 「波の音、海の声」 | テレビアニメ『凪のあすから』関連曲                                                            |
| 8月27日  | 世界征服〜謀略のズヴィズダー〜 BD・DVD第6巻特典CD                                           | ナターシャ（花澤香菜） | 「おしえてナウカ、夢みるペチカ」 | テレビアニメ『世界征服〜謀略のズヴィズダー〜』関連曲                                          |
| 8月27日  | ニセコイ BD・DVD第6巻特典CD                                                                 | 桐崎千棘（東山奈央）、小野寺小咲（花澤香菜）、鶫誠士郎（小松未可子）、橘万里花（阿澄佳奈） | 「想像ダイアリー」 | テレビアニメ『ニセコイ』エンディングテーマ                                                    |
| 8月27日  | PHANTASY STAR ONLINE 2 キャラクターソングCD〜Song Festival〜                                | ゲッテムハルト（飛田展男）、メルフォンシーナ（花澤香菜） | 「修羅の闇間に」 | ゲーム『ファンタシースターオンライン2』関連曲                                                 |
| 8月27日  | PHANTASY STAR ONLINE 2 キャラクターソングCD〜Song Festival〜                                | リサ（花澤香菜） | 「弾丸ショータイム」 | ゲーム『ファンタシースターオンライン2』関連曲                                                 |
| 9月14日  | 銀河乙女 オリジナルサウンドトラック                                                         | カシン居士（花澤香菜） | 「神様からのTenderness」 | CR『銀河乙女』主題歌                                                                          |
| 9月24日  | エテルナ/傘を閉じたら                                                                       | 花澤香菜 | 「傘を閉じたら」 | ゲーム『解放少女 SIN』エンディングテーマ                                                      |
| 9月24日  | ニセコイ BD・DVD第7巻特典CD                                                                 | 桐崎千棘（東山奈央）、小野寺小咲（花澤香菜） | 「大切の作り方」 | テレビアニメ『ニセコイ』エンディングテーマ                                                    |
| 10月22日 | 魔法科高校の劣等生 九校戦編1 BD・DVD特典CD                                                  | 七草真由美（花澤香菜）、渡辺摩利（井上麻里奈） | 「放課後Twilight」 | テレビアニメ『魔法科高校の劣等生』関連曲                                                      |
| 11月5日  | 星刻の竜騎士 BD・DVD第5巻特典CD                                                             | ジェシカ（花澤香菜） | 「愛のSilver Knight Story」 「MOST以上の"MOSTEST"(ジェシカver)」                                                                                             | テレビアニメ『星刻の竜騎士』関連曲                                                            |
| 11月12日 | ペルソナ4 ザ・ゴールデン BD・DVD第3巻特典CD                                                 | 久慈川りせ（釘宮理恵）、マリー（花澤香菜） | 「True Story」 | テレビアニメ『Persona4 the Golden ANIMATION』挿入歌                                           |
| 11月26日 | 龍ヶ嬢七々々の埋蔵金 BD・DVD第6巻特典CD                                                     | 星埜ダルク（花澤香菜） | 「ぎゅっとCHERISH」 | テレビアニメ『龍ヶ嬢七々々の埋蔵金』キャラクターソング                                        |
| 12月28日 | ニセコイ コミックマーケット87『スペシャルギフト』セット                                     | 小野寺小咲（花澤香菜） | 「ホワイトギフト」 | テレビアニメ『ニセコイ』関連曲                                                                |
| 2015年   |                                                                                             | | |                                                                                               |
| 1月14日  | ペルソナ4 ザ・ゴールデン BD・DVD第5巻特典CD                                                 | マリー（花澤香菜） | 「Dazzling Smile」 | テレビアニメ『Persona4 the Golden ANIMATION』エンディングテーマ                               |
| 2月4日   | 魔法少女オーバーエイジ -kawaii songs collection-                                            | 伊藤ましろ（花澤香菜） | 「Ungifted」 「Reason of birth」 「Ungifted (acid spaghetti mix)」                                                                                           | 『魔法少女オーバーエイジ』関連曲                                                              |
| 4月22日  | 魔法科高校の劣等生 横浜騒乱編3 BD・DVD特典CD                                                | 司波深雪（早見沙織）、七草真由美（花澤香菜） | 「純愛エンドレス」 | テレビアニメ『魔法科高校の劣等生』関連曲                                                      |
| 4月29日  | 銃皇無尽のファフニール キャラクター・ソング・アルバム -麗しのミッドガル-                    | フィリル・クレスト（花澤香菜） | 「Tale of my life」 | テレビアニメ『銃皇無尽のファフニール』                                                        |
| 5月27日  | Qunka!                                                                                      | 板東まりも（花澤香菜） | 「Qunka!」 「Qunka! (Holyパンツ Remix)」 | テレビアニメ『てーきゅう』第5期主題歌                                                         |
| 6月24日  | ニセコイ: BD・DVD第1巻特典CD                                                                | 桐崎千棘（東山奈央）、小野寺小咲（花澤香菜）、鶫誠士郎（小松未可子）、橘万里花（阿澄佳奈） | 「曖昧ヘルツ」 | テレビアニメ『ニセコイ:』エンディングテーマ                                                   |
| 7月22日  | デュラララ!!×2 承 6 BD・DVD特典 カバーソングコレクションCD                                  | 園原杏里（花澤香菜） | 「セーラー服と機関銃」 | テレビアニメ『デュラララ!!×2 承』関連曲                                                       |
| 8月26日  | 「PHANTASY STAR ONLINE 2」キャラクターソングCD〜Song Festival〜II                           | リサ（花澤香菜） | 「滅殺壊塵射撃論」 | ゲーム『ファンタシースターオンライン2』関連曲                                                 |
| 9月30日  | ニセコイ: BD・DVD第4巻特典CD                                                                | マジカルパティシエ小咲ちゃん（花澤香菜） | 「マジカル☆スタイリング」 | テレビアニメ『ニセコイ:』オープニングテーマ                                                   |
| 10月28日 | Sharin' Miracle/Happy Happening♪                                                            | パンプルル姫（花澤香菜） | 「Sharin' Miracle」 | 劇場用『映画 Go!プリンセスプリキュア Go!Go!!豪華3本立て!!! パンプキン王国のたからもの』挿入歌 |
| 11月11日 | マルサンカクカゾク                                                                          | ララ・サタリン・デビルーク（戸松遥）、結城美柑（花澤香菜） | 「マルサンカクカゾク」 「最愛Darling! (ララ・美柑バージョン)」                                                                                               | テレビアニメ『To LOVEる-とらぶる-』関連曲                                                     |
| 11月25日 | ニセコイ: BD・DVD第6巻特典CD                                                                | 小野寺小咲（花澤香菜） | 「クレヨンカバー」 | テレビアニメ『ニセコイ:』エンディングテーマ                                                   |
| 12月29日 | CR熱響！乙女フェスティバル ファン大感謝祭LIVE サントラCD                                    | カシン居士（花澤香菜）、大友ソウリン(加藤英美里)、風上さやか(日笠陽子)、ジョディ・バーンサイド(喜多村英梨)、葉月天音(小松未可子) | 「乙女フェスティバル」 | CR『熱響！乙女フェスティバル ファン大感謝祭LIVE』主題歌                                       |
| 12月29日 | CR熱響！乙女フェスティバル ファン大感謝祭LIVE サントラCD                                    | 覇道 | 「贖いのSKY」 | CR『熱響！乙女フェスティバル ファン大感謝祭LIVE』主題歌                                       |
| 2016年   |                                                                                             | | |                                                                                               |
| 2月8日   | -                                                                                           | 2ZR-FXEエンジン（花澤香菜） | 「シジョウノコエ」 | トヨタ『PRIUS! IMPOSSIBLE GIRLS』関連曲                                                       |
| 2月10日  | 世界は今日もあたらしい                                                                      | 黒田砂雪（千菅春香）、小早川夕夏（花澤香菜）、安東テルハ（明坂聡美）、結城うぐいす（佐藤聡美） | 「世界は今日もあたらしい」 | テレビアニメ『少女たちは荒野を目指す』エンディングテーマ                                      |
| 2月17日  | ツッパリくん vs 関取マン                                                                    | 押本ユリ（渡部優衣）、新庄かなえ（三森すずこ）、高宮なすの（鳴海杏子）、板東まりも（花澤香菜） | 「ツッパリくん vs 関取マン」 | テレビアニメ『てーきゅう』第7期主題歌                                                         |
| 2月17日  | ツッパリくん vs 関取マン                                                                    | 板東まりも（花澤香菜） | 「ツッパリくん vs 関取マン」 | テレビアニメ『てーきゅう』第7期主題歌                                                         |
| 3月2日   | 「結城友奈は勇者である」character songs 勇気のバトン                                        | 乃木園子（花澤香菜） | 「EXODUS」 | テレビアニメ『結城友奈は勇者である』関連曲                                                    |
| 3月9日   | おじさんとマシュマロ Song Collection Vol.1                                                  | MIO5〈デガス〉（花澤香菜） | 「あの時見た鳥は今」 | テレビアニメ『おじさんとマシュマロ』エンディングテーマ                                        |
| 3月9日   | おじさんとマシュマロ Song Collection Vol.2                                                  | MIO5〈デガス〉（花澤香菜） | 「私はアイドル…デガス」 | テレビアニメ『おじさんとマシュマロ』エンディングテーマ                                        |
| 3月25日  | ゲーム「少女たちは荒野を目指す」初回特典 ソングCD                                           | 黒田砂雪（千菅春香）、小早川夕夏（花澤香菜）、安東テルハ（明坂聡美）、結城うぐいす（佐藤聡美） | 「Master Up」 | ゲーム『少女たちは荒野を目指す』オープニングテーマ                                            |
| 3月25日  | ゲーム「少女たちは荒野を目指す」初回特典 ソングCD                                           | 黒田砂雪（千菅春香）、小早川夕夏（花澤香菜）、安東テルハ（明坂聡美）、結城うぐいす（佐藤聡美） | 「Don't you cry?」 | ゲーム『少女たちは荒野を目指す』エンディングテーマ                                            |
| 5月3日   | 魔法少女オーバーエイジ-the second brew of Magic-                                            | 伊藤ましろ（花澤香菜） | 「I find」 | 『魔法少女オーバーエイジ』関連曲                                                              |
| 5月25日  | 少女たちは荒野を目指す BD・DVD第3巻初回特典CD                                               | 小早川夕夏（花澤香菜） | 「世界は今日もあたらしい ソロver.」 | テレビアニメ『少女たちは荒野を目指す』エンディングテーマ                                      |
| 5月25日  | 「彼女と彼女の猫 -Everything Flows-」オリジナルサウンドトラック                             | 美優（花澤香菜） | 「硝子の瞳」 | アニメ『彼女と彼女の猫 -Everything Flows-』完全版オープニングテーマ                           |
| 6月8日   | TVアニメ『IS〈インフィニット・ストラトス〉2』ボーカルアルバム                               | 篠ノ之箒（日笠陽子）、セシリア・オルコット（ゆかな）、凰鈴音（下田麻美）、シャルル・デュノア（花澤香菜）、ラウラ・ボーデヴィッヒ（井上麻里奈）                                                                                               | 「Sleeping Lover」 | ゲーム『IS 〈インフィニット・ストラトス〉2 ラブ アンド パージ』エンディングテーマ             |
| 6月8日   | TVアニメ『IS〈インフィニット・ストラトス〉2』ボーカルアルバム                               | シャルロット・デュノア（花澤香菜） | 「恋するマドモアゼル」 | テレビアニメ『IS〈インフィニット・ストラトス〉2』関連曲                                       |
| 8月31日  | KANAight 〜花澤香菜キャラソン ハイパークロニクルミックス〜                                  | 市ヶ谷りか（花澤香菜） | 「キミをマモリタイ」 | トレンドマイクロ『パスワードマネージャー』主題歌                                              |
| 8月31日  | KANAight 〜花澤香菜キャラソン ハイパークロニクルミックス〜                                  | ベンヤ（花澤香菜） | 「HEAVEN's TALE」 | ゲーム『テイルズウィーバー』関連曲                                                            |
| 10月26日 | TVアニメ「プリンス・オブ・ストライド オルタナティブ」キャラクターソングCD vol.1             | 桜井奈々（花澤香菜） | 「To be continued!!」 | テレビアニメ『プリンス・オブ・ストライド オルタナティブ』関連曲                               |
| 11月2日  | WORLD OF FINAL FANTASY Original Soundtrack                                                  | エナ・クロ（花澤香菜）、セラフィ（喜多村英梨）、タマ（竹達彩奈） | 「ワールド・パレード」 | ゲーム『ワールド オブ ファイナルファンタジー』エンディングテーマ                              |
| 2017年   |                                                                                             | | |                                                                                               |
| 1月25日  | 未来系ストライカーズ 美山椿芽 ver.                                                          | アルタイル・トルテ | 「未来系ストライカーズ」 | テレビアニメ『スクールガールストライカーズ Animation Channel』オープニングテーマ              |
| 1月25日  | 未来系ストライカーズ 夜木沼伊緒 ver.                                                        | アルタイル・トルテ | 「未来系ストライカーズ」 | テレビアニメ『スクールガールストライカーズ Animation Channel』オープニングテーマ              |
| 1月25日  | 未来系ストライカーズ 澄原サトカ ver.                                                        | アルタイル・トルテ | 「未来系ストライカーズ」 | テレビアニメ『スクールガールストライカーズ Animation Channel』オープニングテーマ              |
| 1月25日  | 未来系ストライカーズ 菜森まな ver.                                                          | アルタイル・トルテ | 「未来系ストライカーズ」 | テレビアニメ『スクールガールストライカーズ Animation Channel』オープニングテーマ              |
| 1月25日  | 未来系ストライカーズ 沙島悠水 ver.                                                          | アルタイル・トルテ | 「未来系ストライカーズ」 | テレビアニメ『スクールガールストライカーズ Animation Channel』オープニングテーマ              |
| 1月25日  | 未来系ストライカーズ 沙島悠水 ver.                                                          | 沙島悠水（花澤香菜） | 「未来系ストライカーズ（沙島悠水 ver.）」 「Maybe JUSTICE！」                                                                                                | テレビアニメ『スクールガールストライカーズ Animation Channel』関連曲                          |
| 2月22日  | ガヴリールドロップキック                                                                    | ガヴリール（富田美憂）、ヴィーネ（大西沙織）、サターニャ（大空直美）、ラフィエル（花澤香菜） | 「ガヴリールドロップキック」 | テレビアニメ『ガヴリールドロップアウト』オープニングテーマ                                    |
| 2月22日  | ハレルヤ☆エッサイム                                                                         | ガヴリール（富田美憂）、ヴィーネ（大西沙織）、サターニャ（大空直美）、ラフィエル（花澤香菜） | 「ハレルヤ☆エッサイム」 | テレビアニメ『ガヴリールドロップアウト』エンディングテーマ                                    |
| 2月22日  | ハレルヤ☆エッサイム                                                                         | サターニャ(大空直美)、ラフィエル(花澤香菜) | 「逆転Devil & Angel」 | テレビアニメ『ガヴリールドロップアウト』関連曲                                                |
| 3月15日  | ともだち                                                                                    | 鷲尾須美（三森すずこ）、乃木園子（花澤香菜）、三ノ輪銀（花守ゆみり） | 「ともだち」 | アニメ『結城友奈は勇者である -鷲尾須美の章-』エンディングテーマ                               |
| 4月26日  | 〜俺の妹がこんなに可愛いわけがない。Complete Collection+〜俺妹コンプ。+!                    | 黒猫（花澤香菜） | 「The last ceremony-REMIX ver.-」 | テレビアニメ『俺の妹がこんなに可愛いわけがない。』関連曲                                      |
| 4月26日  | 3月のライオン Blu-ray&DVD 第2巻「3月のライオンオリジナルサウンドトラック」                  | 川本あかり（茅野愛衣）、ひなた（花澤香菜）、モモ（久野美咲） | 「ニャー将棋音頭」 | テレビアニメ『3月のライオン』挿入歌                                                           |
| 4月26日  | ガヴリールドロップアウト Blu-ray&DVD Vol.2 「天使と悪魔のキャラソン＆サントラCD」           | ガヴリール（富田美憂）、ヴィーネ（大西沙織）、サターニャ（大空直美）、ラフィエル（花澤香菜） | 「オリジナルバイブル」 | テレビアニメ『ガヴリールドロップアウト』関連曲                                                |
| 7月5日   | やくそく                                                                                    | 鷲尾須美（三森すずこ）、乃木園子（花澤香菜） | 「やくそく」 | アニメ『結城友奈は勇者である -鷲尾須美の章-』エンディングテーマ                               |
| 7月5日   | やくそく                                                                                    | 乃木園子（花澤香菜） | 「ともだち」 | アニメ『結城友奈は勇者である -鷲尾須美の章-』関連曲                                           |
| 12月6日  | ハナコトバ/勇者たちのララバイ                                                               | 讃州中学勇者部 | 「ハナコトバ」 | テレビアニメ『結城友奈は勇者である -勇者の章-』オープニングテーマ                             |
| 12月6日  | ハナコトバ/勇者たちのララバイ                                                               | 讃州中学勇者部 | 「勇者たちのララバイ」 | テレビアニメ『結城友奈は勇者である -勇者の章-』エンディングテーマ                             |
| 12月22日 | -                                                                                           | 爱丽儿(花澤香菜) | 「Light Blue」 | ゲーム『魔卡领域 LAND OF CAROMAG』主題歌                                                      |
| 2018年   |                                                                                             | | |                                                                                               |
| 1月24日  | スクールガールストライカーズ 〜トゥインクルメロディーズ〜 Melody Collection                 | アルタイル・トルテ | 「Draglight」 | ゲーム『スクールガールストライカーズ 〜トゥインクルメロディーズ〜』関連曲                     |
| 2月21日  | ここから、ここから                                                                          | 玉木マリ（水瀬いのり）、小淵沢報瀬（花澤香菜）、三宅日向（井口裕香）、白石結月（早見沙織） | 「ここから、ここから」 | テレビアニメ『宇宙よりも遠い場所』エンディングテーマ                                          |
| 2月21日  | ここから、ここから                                                                          | 玉木マリ（水瀬いのり）、小淵沢報瀬（花澤香菜）、三宅日向（井口裕香）、白石結月（早見沙織） | 「One Step」 | テレビアニメ『宇宙よりも遠い場所』挿入歌                                                      |
| 3月28日  | 宇宙よりも遠い場所 BD・DVD第1巻特典CD                                                       | 小淵沢報瀬（花澤香菜） | 「ここから、ここから」 「One Step」 | テレビアニメ『宇宙よりも遠い場所』関連曲                                                      |
| 8月17日  | スクールガールストライカーズ 〜トゥインクルメロディーズ〜 Melody Collection Vol.2           | アルタイル・トルテ | 「キラキラ☆」 「無敵のメロディ」 | ゲーム『スクールガールストライカーズ 〜トゥインクルメロディーズ〜』関連曲                     |
| 8月17日  | スクールガールストライカーズ 〜トゥインクルメロディーズ〜 Melody Collection Vol.2           | 沙島悠水（花澤香菜）、東雲リョウコ（山本希望） | 「舞いコレ」 | ゲーム『スクールガールストライカーズ 〜トゥインクルメロディーズ〜』関連曲                     |
| 8月22日  | ミッション！健・康・第・イチ                                                                | 赤血球（花澤香菜）、白血球（前野智昭）、キラーT細胞（小野大輔）、マクロファージ（井上喜久子） | 「ミッション！健・康・第・イチ」 | テレビアニメ『はたらく細胞』オープニングテーマ                                                |
| 8月29日  | wicked prince                                                                               | princess à la mode | 「wicked prince」 | ゲーム『〈物語〉シリーズ ぷくぷく』テーマソング                                               |
| 9月19日  | TVアニメ『シュタインズ・ゲート ゼロ』オリジナルサウンドトラック                             | 椎名まゆり（花澤香菜）、椎名かがり（潘めぐみ） | 「星の奏でる歌」 | テレビアニメ『シュタインズ・ゲート ゼロ』挿入歌                                               |
| 10月16日 | 乙女心がとめられない！                                                                      | 綾瀬陽菜（花澤香菜） | 「乙女心がとめられない！」 | テレビ番組『アイキャラ』関連曲                                                                |
| 2019年   |                                                                                             | | |                                                                                               |
| 1月30日  | 五等分の気持ち                                                                              | 中野家の五つ子 | 「五等分の気持ち」 | テレビアニメ『五等分の花嫁』オープニングテーマ                                                |
| 1月30日  | 五等分の気持ち                                                                              | 中野家の五つ子 | 「ごぶんのいち」 | テレビアニメ『五等分の花嫁』エンディングテーマ                                                |
| 3月6日   | 五等分の花嫁 キャラクターソング・ミニアルバム                                               | 中野一花（花澤香菜） | 「Hello, dear my dream〜一秒後には〜」 | テレビアニメ『五等分の花嫁』関連曲                                                            |
| 4月12日  | でびどる！ Blu-rayBOX 音声特典                                                              | アイラ（三森すずこ）、シマ（井口裕香）、はな（花澤香菜） | 「デビル☆アイドル」 | アニメ『でびどる！』オープニングテーマ                                                        |
| 4月12日  | でびどる！ Blu-rayBOX 音声特典                                                              | はな（花澤香菜） | 「デビル☆アイドル」 「スーパースターになりたい」 | テレビアニメ『でびどる！』関連曲                                                              |
| 5月17日  | -                                                                                           | 面霊気（花澤香菜） | 「心生七面,善悪難辨（日本語カバー）」 | ゲーム『陰陽師』関連曲                                                                        |
| 6月5日   | 消滅都市 ユキ カバーソングシングル                                                          | ユキ（花澤香菜） | 「Swallowtail Butterfly 〜あいのうた〜」 「Hello, Again 〜昔からある場所〜」                                                                                 | テレビアニメ『消滅都市』エンディングテーマ                                                    |
| 8月9日   | 五等分の花嫁〜可愛さMax Re-mix〜                                                            | 中野家の五つ子 | 「五等分の気持ち（PandaBoY Opening Voice Edit）」 「ごぶんのいち（PandaBoY Tropical House Edit）」 「五等分の気持ち（PandaBoY Five Flowers Dance Edit）」    | テレビアニメ『五等分の花嫁』関連曲                                                            |
| 8月9日   | 五等分の花嫁〜可愛さMax Re-mix〜                                                            | 中野一花（花澤香菜） | 「Hello, dear my dream 〜一秒後には〜（PandaBoY Jazzin' House Edit）」                                                                                       | テレビアニメ『五等分の花嫁』関連曲                                                            |
| 11月6日  | 勇気の歌                                                                                    | 乃木園子（花澤香菜） | 「ユメ見ノクニ」 | パチスロ『結城友奈は勇者である』関連曲                                                        |
| 2020年   |                                                                                             | | |                                                                                               |
| 3月4日   | これからも五等分                                                                            | 中野家の五つ子 | 「これからも五等分」 | テレビアニメ『五等分の花嫁』関連曲                                                            |
| 3月25日  | うちタマ?! 〜うちのタマ知りませんか?〜 ボーカルコレクション                                 | 花咲モモ（花澤香菜） | 「Kitty's cutie!」 | テレビアニメ『うちタマ?! 〜うちのタマ知りませんか?〜』エンディングテーマ                      |
| 3月25日  | うちタマ?! 〜うちのタマ知りませんか?〜 オリジナルサウンドトラック                           | 3丁目オールスターズ | 「三丁目のテーマ」 | テレビアニメ『うちタマ?! 〜うちのタマ知りませんか?〜』エンディングテーマ                      |
| 4月28日  | ファンタシースターオンライン2 エピソード・オラクル キャラクターソングCD                     | メルフォンシーナ（花澤香菜） | 「もう一度、会えたなら」 | テレビアニメ『ファンタシースターオンライン2 エピソード・オラクル』関連曲                      |
| 5月26日  | 消滅都市 LAST ALBUM                                                                         | ユキ（花澤香菜） | 「harmony」 | ゲーム『消滅都市』最終章主題歌                                                                |
| 11月25日 | Beautiful World/HYBRID                                                                      | Ray | 「Beautiful World」 | テレビアニメ『Lapis Re:LiGHTs』関連曲                                                         |
| 11月25日 | Beautiful World/HYBRID                                                                      | Ray | 「HYBRID」 | テレビアニメ『Lapis Re:LiGHTs』挿入歌                                                         |
| 12月23日 | SKY FULL of MAGIC                                                                           | エリザ（花澤香菜） | 「A.R.I.A -エリザ Short Edit Ver.-」 | テレビアニメ『Lapis Re:LiGHTs』挿入歌                                                         |
| 2021年   |                                                                                             | | |                                                                                               |
| 1月13日  | GO!GO!細胞フェスタ                                                                          | 赤血球（花澤香菜）、白血球（前野智昭）、キラーT細胞/メモリーT細胞（小野大輔）、マクロファージ（井上喜久子）、一般細胞（小林裕介）、乳酸菌（吉田有里）                                                                                        | 「GO!GO!細胞フェスタ」 | テレビアニメ『はたらく細胞!!』オープニングテーマ                                              |
| 1月27日  | 「PHANTASY STAR ONLINE 2」キャラクターソングCD〜Song Festival〜VI                           | ハリエット（潘めぐみ）、リサ（花澤香菜） | 「心ふたつ」 | ゲーム『ファンタシースターオンライン2』関連曲                                                 |
| 2月17日  | 五等分のカタチ/はつこい                                                                     | 中野家の五つ子 | 「五等分のカタチ」 | テレビアニメ『五等分の花嫁∬』オープニングテーマ                                               |
| 2月17日  | 五等分のカタチ/はつこい                                                                     | 中野家の五つ子 | 「はつこい」 | テレビアニメ『五等分の花嫁∬』エンディングテーマ                                               |
| 3月3日   | 五等分の花嫁∬ キャラクターソング・ミニアルバム                                              | 中野一花（花澤香菜） | 「きづいてよ 〜One Love〜」 | テレビアニメ『五等分の花嫁∬』関連曲                                                           |
| 3月24日  | みなみかぜ/サマーデイズ                                                                     | 中野家の五つ子 | 「みなみかぜ」 | ゲーム『五等分の花嫁∬ 〜夏の思い出も五等分〜』オープニングテーマ                              |
| 3月24日  | みなみかぜ/サマーデイズ                                                                     | 中野家の五つ子 | 「サマーデイズ」 | ゲーム『五等分の花嫁∬ 〜夏の思い出も五等分〜』エンディングテーマ                              |
| 3月24日  | 電脳戦隊ラストエンジェルス SP STAGE 1                                                       | ラストエンジェルス | 「Angels of the Light」 | 『電脳戦隊ラストエンジェルス』関連曲                                                          |
| 3月25日  | -                                                                                           | 真田千代（花澤香菜） | 「まざり」 | ゲーム『樱都学园』主題歌                                                                      |
| 4月14日  | 無限少女                                                                                    | ニキ（花澤香菜） | 「無限少女」 | ゲーム『シャイニングニキ』関連曲                                                              |
| 4月21日  | 電脳戦隊ラストエンジェルス SP STAGE 2                                                       | グレイス（花澤香菜） | 「Crystal Tears」 | 『電脳戦隊ラストエンジェルス』関連曲                                                          |
| 7月28日  | プリンセスコネクト！Re:Dive PRICONNE CHARACTER SONG 22                                      | アオイ（花澤香菜） | 「ぼっちのためのトモダチ行進曲」 | ゲーム『プリンセスコネクト！Re:Dive』挿入歌                                                   |
| 7月21日  | 空相                                                                                        | 面霊気（花澤香菜） | 「空相」 | ゲーム『陰陽師』関連曲                                                                        |
| 7月30日  | ゾンビランドサガ リベンジ BD第2巻特典CD                                                     | フランシュシュ | 「ぶっちゃけてフォーユー」 「光へ」 | テレビアニメ『ゾンビランドサガ リベンジ』挿入歌                                               |
| 10月2日  | U・D・N                                                                                     | YUSYABU BAND | 「U・D・N」 | テレビアニメ『結城友奈は勇者である -大満開の章-』劇中歌                                       |
| 10月4日  | 進化→LOVE♡                                                                                  | サリア（花澤香菜） 、サリア進化前（稲田徹） | 「進化→LOVE♡」 | テレビアニメ『進化の実〜知らないうちに勝ち組人生〜』関連曲                                    |
| 10月27日 | アシタノハナタチ                                                                            | 讃州中学勇者部 | 「アシタノハナタチ」 | テレビアニメ『結城友奈は勇者である -大満開の章-』オープニングテーマ                           |
| 10月27日 | 地平線の向こうへ                                                                            | 讃州中学勇者部 | 「地平線の向こうへ」 | テレビアニメ『結城友奈は勇者である -大満開の章-』エンディングテーマ                           |
| 11月19日 | 零式 TYPE-0                                                                                 | 宮本ムサシ（早見沙織）、カシン居士（花澤香菜） | 「双炎の勇士」 | パチスロ『戦国乙女 暁の関ヶ原‐DARKNESS -』関連曲                                              |
| 12月6日  | 宝物                                                                                        | ニキ（花澤香菜） | 「宝物」 | ゲーム『シャイニングニキ』関連曲                                                              |
| 2022年   |                                                                                             | | |                                                                                               |
| 3月18日  | HEART BEAT TRAIN                                                                            | ニキ（花澤香菜） | 「HEART BEAT TRAIN」 | ゲーム『シャイニングニキ』関連曲                                                              |
| 5月25日  | 五等分の軌跡                                                                                | 中野家の五つ子 | 「五等分の軌跡」 「五等分の花嫁〜ありがとうの花〜」 | 劇場アニメ『映画 五等分の花嫁』テーマソング                                                   |
| 5月25日  | 五等分の軌跡                                                                                | 中野家の五つ子 | 「君の笑顔見たいから」 | ゲーム『映画「五等分の花嫁」 〜君と過ごした五つの思い出〜』テーマソング                       |
| 7月27日  | プリンセスコネクト! Re:Dive PRICONNE CHARACTER SONG 28                                      | アオイ（花澤香菜）、ユカリ（今井麻美）、ジュン（川澄綾子） | 「さん！シャインPARTY」 | ゲーム『プリンセスコネクト！Re:Dive』挿入歌                                                   |
| 7月27日  | プリンセスコネクト! Re:Dive PRICONNE CHARACTER SONG 28                                      | アオイ（花澤香菜） | 「さん！シャインPARTY」 | ゲーム『プリンセスコネクト！Re:Dive』関連曲                                                   |
| 11月25日 | 願いは未来                                                                                  | ニキ（花澤香菜） | 「願いは未来」 | ゲーム『シャイニングニキ』関連曲                                                              |
| 12月11日 | BLOOM UP                                                                                    | ニキ（花澤香菜） | 「BLOOM UP」 | ゲーム『シャイニングニキ』関連曲                                                              |
| 2023年   |                                                                                             | | |                                                                                               |
| 5月27日  | -                                                                                           | void feat. カノン（花澤香菜） | 「Lost World」 | ゲーム『デュエル・マスターズ プレイス』関連曲                                                 |
| 7月12日  | 五等分の未来                                                                                | 中野家の五つ子 | 「五等分の未来」 | テレビアニメ『五等分の花嫁∽』オープニングテーマ                                               |
| 7月12日  | 五等分の未来                                                                                | 中野家の五つ子 | 「たからもの」 | テレビアニメ『五等分の花嫁∽』エンディングテーマ                                               |
| 7月12日  | 五等分の未来                                                                                | 中野家の五つ子 | 「世界中たったひとつ」 | ゲーム『五等分の花嫁 〜彼女と交わす五つの約束〜』テーマソング                                 |
| 7月26日  | TVアニメ『神無き世界のカミサマ活動』オリジナルサウンドトラック                              | アルラル（花澤香菜） | 「救世御霊教歌」 | テレビアニメ『神無き世界のカミサマ活動』挿入歌                                                |
| 2024年   |                                                                                             | | |                                                                                               |
| 4月15日  | Finally                                                                                     | リシア・プレイド（花澤香菜） | 「Finally」 | テレビアニメ『転生貴族、鑑定スキルで成り上がる』エンディングテーマ                            |
| 9月18日  | TVアニメ「五等分の花嫁」5th Anniversary Best Album                                          | 中野家の五つ子 | 「君だったから」 | テレビアニメ『五等分の花嫁』関連曲                                                            |
| 9月18日  | 五等分の笑顔 EP                                                                             | 中野家の五つ子 | 「五等分の笑顔」 | テレビアニメ『五等分の花嫁*』オープニングテーマ                                               |
| 9月18日  | 五等分の笑顔 EP                                                                             | 中野家の五つ子 | 「メモリーズ」 | テレビアニメ『五等分の花嫁*』エンディングテーマ                                               |
| 9月18日  | 五等分の笑顔 EP                                                                             | 中野家の五つ子 | 「輝き出した私たち」 | テレビアニメ『五等分の花嫁*』挿入歌                                                           |
| 2025年   |                                                                                             | | |                                                                                               |
| 1月8日   | 「撫物語」第一巻 / なでこドロー（上） Blu-ray & DVD【完全生産限定版】 特典CD                | 千石撫子（花澤香菜）、斧乃木余接（早見沙織） | 「caramel ribbon cursetard」 | Webアニメ『〈物語〉シリーズ オフ&モンスターシーズン』オープニングテーマ                       |
| 7月2日   | GORI☆GORI Feez e-Girl!!                                                                     | 真白（花澤香菜）、愉快なおじさんたち（杉田智和） | 「GORI☆GORI Feez e-Girl!!」 | テレビアニメ『まったく最近の探偵ときたら』エンディングテーマ                                  |
| 9月10日  | 明日へ                                                                                      | 中野家の五つ子 | 「明日へ」 | ゲーム『五等分のプリンセス 〜幻想と深淵と魔法学院〜』テーマソング                             |

## 主な参加ユニット
- RO-KYU-BU!

## その他参加作品
| 発売日         | 商品名                                                                                   | 歌 | 楽曲                                                            | 備考                                                                                       |
| -------------- | ---------------------------------------------------------------------------------------- | --- | --------------------------------------------------------------- | ------------------------------------------------------------------------------------------ |
| 2007年12月27日 | テレビ東京系アニメーション「スケッチブック〜full color’s〜」ドラマCD Sketch Book Stories | 花澤香菜、中世明日香、牧野由依 | 「たんぽぽ水車」                                                | テレビアニメ『スケッチブック 〜full color's〜』エンディングテーマ                          |
| 2008年4月23日  | GUNSLINGER GIRL -IL TEATRINO- ボーカルアルバム                                           | 花澤香菜 | 「doll（アンジェリカ Version）」                                | テレビアニメ『GUNSLINGER GIRL』関連曲                                                      |
| 2009年12月23日 | 蒼白シスフェリア                                                                         | Vocal：Mitsuki / Voices：花澤香菜、豊崎愛生、沢城みゆき | 「瓦礫の終音」                                                  |                                                                                            |
| 2009年12月23日 | 蒼白シスフェリア                                                                         | Vocal：Mitsuki & Lico / Voices：花澤香菜、豊崎愛生、柿原徹也、沢城みゆき | 「lunatic...」                                                  |                                                                                            |
| 2009年12月23日 | 蒼白シスフェリア                                                                         | Vocal：Mitsuki / Voices：花澤香菜、柿原徹也、沢城みゆき | 「Celestial Blue」                                              |                                                                                            |
| 2010年2月3日   | こばと。O.S.T.1 春のうたかた                                                             | 花澤香菜 | 「あした来る日」 「あした来る日〜雪の降る街で」                 | テレビアニメ『こばと。』挿入歌                                                             |
| 2010年3月24日  | こばと。O.S.T.2 桜咲くころ                                                               | 花澤香菜、斎藤千和 | 「あした来る日〜いちょうの木の下で」                            | テレビアニメ『こばと。』挿入歌                                                             |
| 2010年3月24日  | こばと。O.S.T.2 桜咲くころ                                                               | 花澤香菜 with こどもたち | 「黄色いひまわり」                                              | テレビアニメ『こばと。』挿入歌                                                             |
| 2010年3月24日  | こばと。O.S.T.2 桜咲くころ                                                               | 花澤香菜 | 「あした来る日〜桜咲くころ」                                    | テレビアニメ『こばと。』エンディングテーマ                                                 |
| 2011年2月2日   | ヴィオラートのアトリエ〜グラムナートの錬金術士2〜群青の思い出 オリジナルサウンドトラック | 花澤香菜 | 「ゼンマイ式しあわせクロック」                                  | ゲーム『ヴィオラートのアトリエ 〜グラムナートの錬金術士2〜群青の思い出』エンディングテーマ |
| 2012年3月31日  | Project VAOL 東日本大震災チャリティCD tetote                                             | 浅沼晋太郎、岡本信彦、小野大輔、梶裕貴、木村良平、藤原啓治、前野智昭、井口裕香、伊藤かな恵、伊藤静、井上麻里奈、金元寿子、川澄綾子、喜多村英梨、釘宮理恵、佐藤聡美、佐藤利奈、沢城みゆき、中原麻衣、南條愛乃、能登麻美子、花澤香菜、日笠陽子、ミルキィホームズ、悠木碧 | 「tetote」                                                      |                                                                                            |
| 2013年6月26日  | THE CUT                                                                                  | Base Ball Bear feat. 花澤香菜 | 「恋する感覚」                                                  |                                                                                            |
| 2014年1月22日  | となりの関くん うたのCD                                                                  | 花澤香菜 | 「迷惑スペクタクル」                                            | テレビアニメ『となりの関くん』オープニングテーマ                                           |
| 2014年1月22日  | となりの関くん うたのCD                                                                  | 花澤香菜+クラスメイト | 「迷惑スペクタクル オープニングテーマ(TVサイズ) アカペラver．」 | テレビアニメ『となりの関くん』オープニングテーマ                                           |
| 2015年11月12日 | -                                                                                        | 花澤香菜 | 「覚醒の旅人たち」                                              | ゲーム『神威啓示録』主題歌                                                                 |
| 2016年4月      | -                                                                                        | 花澤香菜 | 「キラメクミライ〜行くよ！鋼鉄少女〜」                          | ゲーム『鋼鉄少女』主題歌                                                                   |
| 2017年4月27日  | -                                                                                        | 花澤香菜 | 「あまいゆうわく」                                              | ポケモンだいすきクラブ『ポケモンパペット劇場 パペモン』関連曲                              |
| 2018年2月26日  | -                                                                                        | 花澤香菜 | 「シンナヅキコンパッション」                                    | ゲーム『神無月』主題歌                                                                     |
| 2019年3月6日   | 流星コーリング                                                                           | WEAVER feat.花澤香菜 | 「流星コーリング 〜Prologue〜 feat.花澤香菜」                   |                                                                                            |
| 2019年3月18日  | 神前 暁 20th Anniversary Selected Works "DAWN" 完全生産限定盤                            | 戸松遥、花澤香菜 | 「おわらない僕らのMusic」                                       | ライブイベント『MONACAフェス2016』テーマソング                                             |
| 2019年4月19日  | -                                                                                        | 花澤香菜 | 「幻実」                                                        | LINEノベル『令和小説大賞』PV主題歌                                                         |
| 2019年5月16日  | -                                                                                        | 花澤香菜 | 「奈落の戦い-想風譚」                                           | ゲーム『犬夜叉-奈落之戰』主題歌                                                            |
| 2020年10月13日 | 风筝 (feat.花澤香菜)                                                                     | 永彬Ryan.B feat.花澤香菜 | 「风筝 (feat.花澤香菜)」                                        |                                                                                            |
| 2020年11月20日 | -                                                                                        | 花澤香菜 | 「UNKNOWN FUTURE」                                              | ゲーム『アンノウン・フューチャー』主題歌                                                   |
| 2021年6月9日   | -                                                                                        | 花澤香菜 | 「希望の花」                                                    | ゲーム『ガールズコントラクト』主題歌                                                       |
| 2022年3月16日  | 「逃亡医F」オリジナル・サウンドトラック                                                  | 花澤香菜 | 「すっからかん」                                                | テレビドラマ『逃亡医F』劇中歌                                                              |
| 2022年5月19日  | エクレール                                                                               | ジェニーハイ、高野麻里佳 / 台詞：梶裕貴、潘めぐみ、高橋李依、花澤香菜 | 「エクレール」                                                  | 映画『ハケンアニメ!』主題歌                                                                |
| 2022年6月17日  | Sparkle                                                                                  | 愛美、伊藤美来、小笠原仁（GYROAXIA）、梶原岳人、鈴木愛理、DIALOGUE+、TrySail、仲村宗悟、花澤香菜、halca | 「Sparkle」                                                     | ライブイベント『Animelo Summer Live 2022 -Sparkle-』テーマソング                           |
| 2022年9月21日  | CrosSing Collection vol.1                                                                | 花澤香菜 | 「君の知らない物語」 「Rain」                                   | カバーソングプロジェクト『CrosSing - Music＆Voice-』関連曲                                 |
| 2022年9月21日  | -                                                                                        | 花澤香菜 | 「噼啪啪啵」                                                    | ゲーム『宝石研物语：伊恩之石』テーマソング                                                 |
| 2023年10月18日 | 「キリエのうた」オリジナル・サウンドトラック ～路花～                                    | 花澤香菜 | 「Attachment」                                                  | 映画『キリエのうた』劇中曲                                                                 |
| 2025年2月19日  | 明日へ鳴らすリフレイン -P’s GR∞VE Ver.-                                                  | 石原夏織、内田真礼、鬼頭明里、久保ユリカ、DIALOGUE+、竹達彩奈、立花日菜、土岐隼一、花澤香菜、harmoe、三森すずこ | 「明日へ鳴らすリフレイン -P’s GR∞VE Ver.-」                     | ライブイベント『P’s LIVE! 08 ～P’s GR∞VE～』テーマソング                                   |

## 作詞提供
| アーティスト | 提供曲                     |
| ------------ | -------------------------- |
| 豊永利行     | おまじない（2021年、作詞） |

## 監修作品
- ほしいもパラダイス 〜乾物を越えた愛〜
- ほしいもパラダイス2 〜万能ネギ男を救出せよ!〜

## 書籍

### 雑誌
- かめかな（2011年 - 2020年、B.L.T.、東京ニュース通信社）
- かながたり。エッセイ（2012年 - 、月刊ニュータイプ、角川書店）

### 写真集
- Oh! Baby（1999年8月、辰巳出版、撮影：中川秀樹）- 渋谷桃子、藤原ひとみ、松田彩香とのコラボレーション写真集
- KANA（2011年12月14日、東京ニュース通信社、撮影：細居幸次郎）ISBN 978-4-86336-189-8
- 遠い口笛（2014年12月17日、東京ニュース通信社、撮影：楽滿直城）ISBN 978-4-86336-447-9
- 花澤香菜フォトブック かなめぐり〜前編〜（2016年3月30日、東京ニュース通信社）ISBN 978-4-86336-549-0
- 花澤香菜フォトブック かなめぐり〜後編〜（2016年7月8日、東京ニュース通信社）ISBN 978-4-86336-566-7
- How to go?（2020年3月16日、東京ニュース通信社、撮影：佐藤麻優子）ISBN 978-4-86701-078-5
- 花澤香菜は、お洒落になりたい。vol.1 （2022年12月23日、ザ・ブックスパブリッシング）

### 単行本
- 『かながたり。かなばかり。』（2015年7月10日、株式会社KADOKAWA）ISBN 978-4-04-102547-5

### カレンダー
- 花澤香菜カレンダー 2012.4〜2013.3（2012年、東京ニュース通信社、ISBN 978-4-86336-198-0）
- 花澤香菜カレンダー 2013.4〜2014.3（2013年、東京ニュース通信社、ISBN 978-4-86336-295-6）
- 花澤香菜 CALENDAR BOOK 2014.4〜2015.3（2014年、東京ニュース通信社、ISBN 978-4-86336-370-0）